# Дипломатически мисии в Алжир
Това е списък на дипломатическите мисии в Алжир. В столицата са разположени посолства на 76 държави, както и представителство на ЕС. Много държави имат консулства в някои градове на Алжир.

## Посолства вАлжир
| - Ангола - Аржентина - Австрия - Бахрейн - Белгия - Бразилия Архив на оригинала от 2011-11-28 в Wayback Machine. - България - Буркина Фасо - Камерун - Канада Архив на оригинала от 2008-07-19 в Wayback Machine. - Чад - Чили - Китай - Кот д'Ивоар - Хърватия - Куба - Чехия - Дания Архив на оригинала от 2010-04-20 в Wayback Machine. - Египет - Финландия - Франция Архив на оригинала от 2008-07-18 в Wayback Machine. - Габон - Германия - Гана - Гърция - Ватикан | - Унгария - Индия - Индонезия - Иран - Ирак - Италия Архив на оригинала от 2008-12-11 в Wayback Machine. - Япония - Йордания - Кувейт - Ливан - Либия - Мадагаскар - Малайзия Архив на оригинала от 2008-10-15 в Wayback Machine. - Мали - Мавритания - Мексико Архив на оригинала от 2008-10-24 в Wayback Machine. - Мароко - Нидерландия Архив на оригинала от 2008-06-11 в Wayback Machine. - Нигер - Нигерия - Норвегия - Оман - Пакистан - Палестинска автономия - Перу - Полша Архив на оригинала от 2008-07-27 в Wayback Machine. | - Португалия - Катар - Румъния - Русия - Западна Сахара - Саудитска Арабия - Сенегал - Сърбия Архив на оригинала от 2008-05-11 в Wayback Machine. - ЮАР - Южна Корея - Испания - Судан - Швеция - Швейцария - Сирия - Тунис - Турция - Украйна - Обединени арабски емирства - Великобритания Архив на оригинала от 2008-05-18 в Wayback Machine. - САЩ Архив на оригинала от 2006-12-15 в Wayback Machine. - Венецуела Архив на оригинала от 2011-08-27 в Wayback Machine. - Виетнам Архив на оригинала от 2008-07-19 в Wayback Machine. - Йемен |

## Представителства на международни организации вАлжир
- ЕС (делегация)  Архив на оригинала от 2008-02-22 в Wayback Machine.

## Консулства

### Генерални консулства вАнаба
- Русия
- Тунис
- Франция  Архив на оригинала от 2007-10-31 в Wayback Machine.

### Генерални консулства вОран
- Испания
- Мароко
- Франция  Архив на оригинала от 2007-11-01 в Wayback Machine.

### Генерални консулства вСиди Бел Абес
- Мароко

### Консулства вТаманрасет
- Мали

### Консулства вТебеса
- Тунис